# (1984) Fedynskij
(1984) Fedynskij es un asteroide perteneciente al cinturón de asteroides descubierto el 10 de octubre de 1926 por Serguéi Ivánovich Beliavski desde el observatorio de Simeiz en Crimea.
Está nombrado en honor de Vsevolod Vladímirovich Fedynski (1908-1978), geólogo y astrónomo soviético.